# Black Benny
„Black Benny“ Williams (* um 1890 in New Orleans; † 1924 ebenda) war ein US-amerikanischer Schlagzeuger (Basstrommel) des New Orleans Jazz.
Er hat einen legendären Status im New Orleans Jazz, ist aber nur aus Erzählungen von Louis Armstrong (den Black Benny protegierte), Sidney Bechet, Jelly Roll Morton und anderen bekannt, nicht aus Aufnahmen. Er wuchs in einem rauen Schwarzen-Viertel von New Orleans auf (The Battleground genannt) und war häufig im Gefängnis. Er arbeitete auch als Preisboxer und als Türsteher und soll von einer eifersüchtigen Frau erschossen worden sein.
Er spielte unter anderem in der Onward Brass Band, der Camelia und Tuxedo Brass Band.

## Lexikalischer Eintrag
- Ian Carr, Digby Fairweather, Brian Priestley: Rough Guide Jazz. Der ultimative Führer zur Jazzmusik. 1700 Künstler und Bands von den Anfängen bis heute. Metzler, Stuttgart/Weimar 1999, ISBN 3-476-01584-X.

| Personendaten    | Personendaten                      |
| ---------------- | ---------------------------------- |
| NAME             | Benny, Black                       |
| ALTERNATIVNAMEN  | Williams, Benny                    |
| KURZBESCHREIBUNG | US-amerikanischer Jazzschlagzeuger |
| GEBURTSDATUM     | um 1890                            |
| GEBURTSORT       | New Orleans                        |
| STERBEDATUM      | 1924                               |
| STERBEORT        | New Orleans                        |